# Кубадин
Вижте пояснителната страница за други значения на Кубадин.
Кубадин е село в Югоизточна България. То се намира в община Средец, област Бургас. До 1934 година името на селото е Копадина.

## География
Село Кубадин е разположено в източния край на Горнотракийската низина и в северните склонове на Странджа. Намира се на 23 km от общинския център Средец и на 53 km от областния център Бургас.

## История

### Название
В древността селото се е явявало като естествена пресечна точка на пътишата между съседните по-големи градове – Бургас, Ямбол, Сливен, Котел, Карнобат, Елхово, Лозенград и Одрин. Според местните жители името Кубадина или Копадина е дадено от преминаващите с кервани арабски търговци по времето на Османската империя (от арабски – седем пътя).
Комисията, работила по преименуването на българските селища през 1931–1932 г. спазва правила при преименуването, сред които е приемане на имена на исторически битки на Българската армия. Така селото е наименувано в прослава на историческите Боеве при Кубадинската позиция.

### Археология и миграции
Подходящите природни условия в района на село Кубадин – мек климат, две реки с много ливади, и граничещото на гора с поле са били предпоставка за заселването на хора в този район още по времето на траките. При изграждането на водопроводна мрежа, на северната и южната граница са намерени останки от жилища и гробове които са останали непроучени.
В края на 18 век в село Кубадин се установяват преселници и бежанци от района на Лозенград (дн. Турция). Заселването на хора в село Кубадин е ставало периодично едновременно с големите преселнически процеси от 18, 19 и 20 век на българите от Беломорска Тракия и Егейска Македония.

## Население

### Етнически състав
Преброяване на населението през 2011 г.
Численост и дял на етническите групи според преброяването на населението през 2011 г.:
|                     | Численост |
| Общо                | 70        |
| Българи             | 62        |
| Турци               | -         |
| Цигани              | -         |
| Други               | 8         |
| Не се самоопределят | -         |
| Неотговорили        | -         |

## Религии
От създаването си до днес село Кубадин населението е изцяло (100%) българско (като се изключат последните английски заселници) и изповядва Източноправославна вяра. В централната част на селото е разположена православна църква – Света Троица, с два входа (за мъже и жени) и камбанария. Предполага се че църквата е строена още по времето на първото заселване на бежанци от село Терзи дере (Лозенградско). Камбанарията е построена в 1900 година а камбаната е лята на място. Сградата е отремонтирана и сега е в много добро състояние но за жалост в периода 1944 – 1989 църквата е разграбена.
Югоизточно от селото, в нивите е имало два параклиса. В наше време се забелязват останки от единия параклис в местността Кабата. На този параклис до средата на 70-те години на 20 век в първия петък след Великден са се събирали на междуселски събор жителите на съседните 7 – 8 околни села. Странично от параклиса на около 50 метра има естествен природен извор (кладенче) за които се казва, че водата му има животворна сила. Местното население казват, че параклиса в местността Кабата е бил посветен на Свети Йоан.

## Стопанство
В сегашно време след отлива на хората през периода на социалистическа България се забелязва усилено завръщане на хората. Голяма част от къщите са отремонтирани и превърнати в удобни вили и жилища. Хората които сега живеят тук постоянно са най-вече пенсионери. Селото със своето спокоиствие и безлюдността на районна привличат интереса на много голям брой граждани от Европейския съюз. Спокойно може да се каже че последната вълна от заселници в Кубадин в началото на 21 век идва от Великобритания.

## Други
Нос Кубадин на остров Смит в Антарктика е наименуван на селото.